# Sosnowyj Bor (przystanek kolejowy)
Sosnowyj Bor (ros. Сосновый Бор) – przystanek kolejowy w pobliżu miejscowości Wietrowo, w rejonie bagrationowskim, w obwodzie królewieckim, w Rosji. Położony jest na linii Królewiec – Mamonowo. Peron znajduje się jedynie przy torze szerokim.